# 美國大學列表

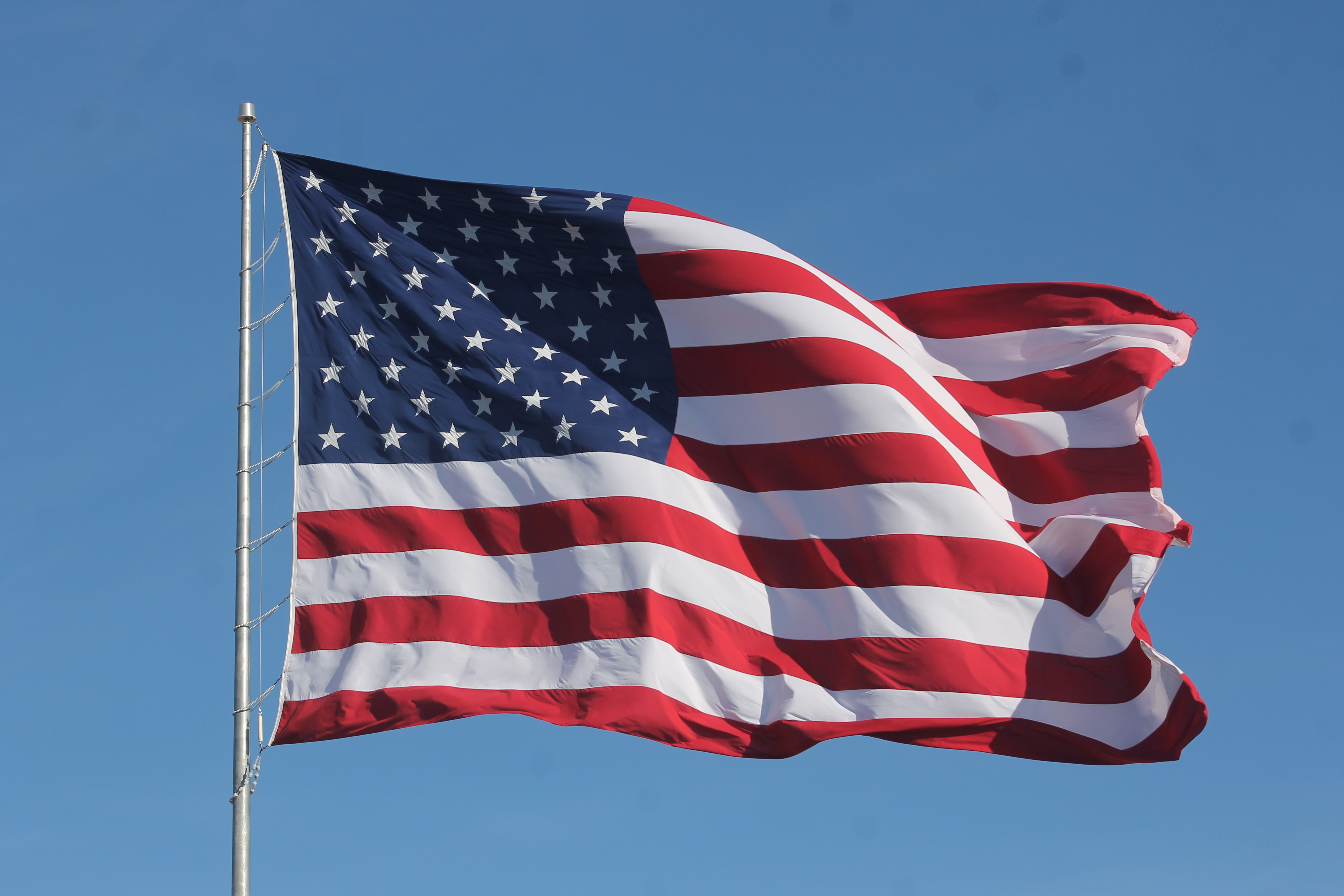

截至2023年美國一共有3896所有授予學位資格的高等學校，其中四年制的2628所，兩年制的1268所。本列表列出位於美國東北部、中西部、南部、西部、華盛頓特區和美國非合併屬地等地的高等學校。

## 美國大學認證

### 美國
美国所有大学都经过联邦或州政府审批和监管才能开始办学，有些大学可自愿向各类民间组织申请认证，美国教育部不参与认证任何大学，认证由美国教育部授权的行业性民间组织完成，“认证”的实质是在政府监督下的同行评议。由于认证民间组织靠向所认证的大学收取高额年费自负盈亏，所以经过认证的美国大学并不代表其拥有高水准的教学质量，反之未参加认证的美国大学也可能是高水准的大学。美国教育部意识到其中问题，所以申明所有认证出于自愿。由于民间组织权威性问题日益突出，因此近年来一些著名的美国大学逐渐开始停止支付认证年费给认证机构从而退出认证机制。
美国有两个层次的认证机构。一个是7大地区性认证（Regional Accreditation）机构。另一个是全国性认证（National Accreditation）机构的认证，截至2024年3月，全美共有37个全国性认证机构。此外，在美國總統川普首任期間，教育部取消了區域限制，七大區域機構不再局限於原有範圍且可以跨區域認證其他學校。
七个区域认证机构:
美国有七个区域认证机构，它们主要功能在评估教育单位，包括公立和私立大学和学院及其他相关学校. 这七个机构是: 
Middle States Association of Colleges and Schools
,新英格蘭學校和學院協會,
North Central Association of Colleges and Schools,
Northwest Association of Schools and Colleges,
Southern Association of Colleges and Schools和
西部學校和學院協會
。
全國性認證機構:

### 中華人民共和國
中華人民共和國的學生主要留学的目的地国的正规高等学校認證请参见中国教育部留学服务中心。

### 中華民國
從前有關外國高等教育文憑認證皆以大學或學院之「校名」為準，如今則針對「系所」而承認大學文憑。詳情務必參照中華民國教育部外國大學參考名冊。
下面是美國各大學的列表：

## 美國大學列表

### 東北部

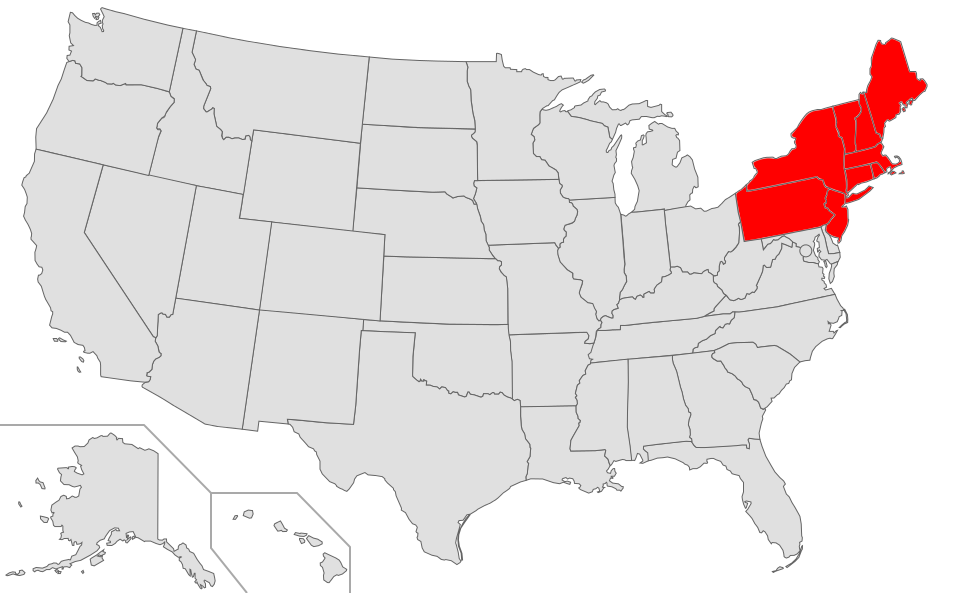
美國東北部

- 康乃狄克州
- 緬因州
- 麻薩諸塞州
- 波士頓
- 新罕布夏州
- 紐澤西州
- 紐約州
- 紐約市
- 賓夕法尼亞州
- 羅德島州
- 佛蒙特州

### 中西部

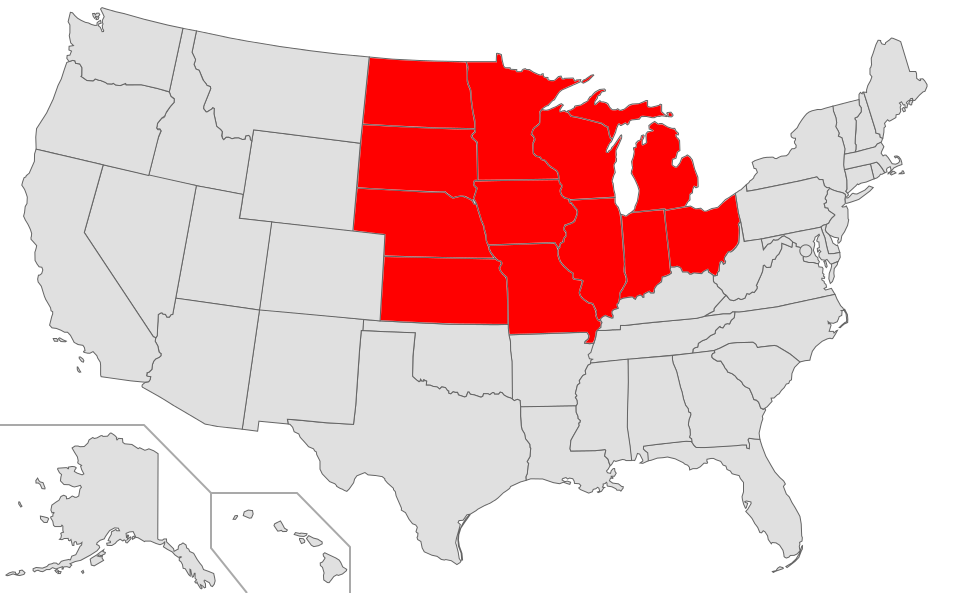
美國中西部

- 伊利諾州
- 印第安納州
- 愛荷華州
- 堪薩斯州
- 密西根州
- 明尼蘇達州
- 密蘇里州
- 內布拉斯加州
- 北達科他州
- 俄亥俄州
- 南達科他州
- 威斯康辛州

### 南部

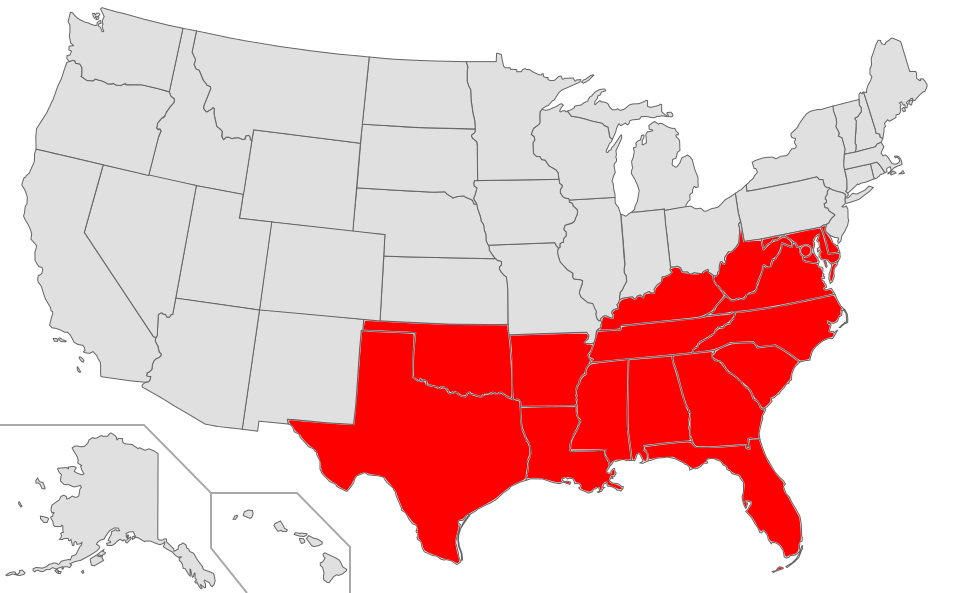
美國南部

- 阿拉巴馬州
- 阿肯色州
- 德拉瓦州
- 佛羅里達州
- 喬治亞州
- 肯塔基州
- 路易斯安那州
- 馬里蘭州
- 密西西比州
- 北卡羅萊納州
- 奧克拉荷馬州
- 南卡羅來納州
- 田納西州
- 德克薩斯州
- 維吉尼亞州
- 西維吉尼亞州

### 西部

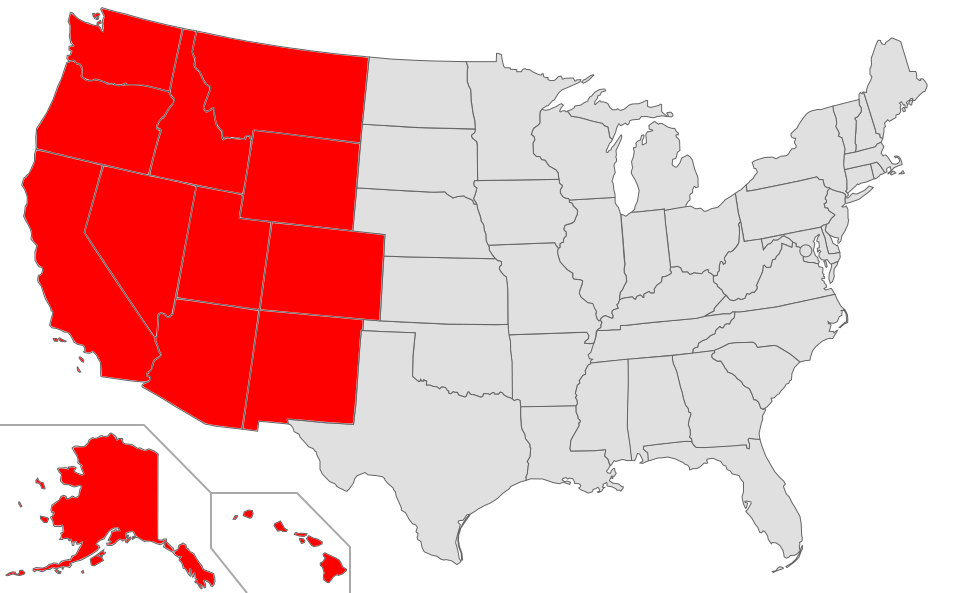
美國西部

- 阿拉斯加州
- 亞利桑那州
- 加利福尼亞州
- 科羅拉多州
- 夏威夷州
- 愛達荷州
- 蒙大拿州
- 內華達州
- 新墨西哥州
- 俄勒岡州
- 猶他州
- 華盛頓州
- 懷俄明州

### 華盛頓特區
- 華盛頓特區

### 美國非合併屬地

美國非合併屬地和華盛頓特區

- 關島
- 波多黎各
- 美屬維京群島

## 相關
- 美國州立大學列表
- 常春藤盟校、十大联盟、12大聯盟
- 美國教育
- 大學排名

## 外部連結
- 美國協助高中生找大學院校接受教育的官方網站